# Cagney & Lacey
Cagney & Lacey is een Amerikaanse politieserie die van 1982 tot 1988 werd uitgezonden op televisie; in Amerika door CBS, in Nederland door de VARA. De serie draait om twee vrouwelijke politieagenten in New York: Christine Cagney, gespeeld door Sharon Gless, en Mary-Beth Lacey, gespeeld door Tyne Daly. De serie, goed voor negen Emmy Awards en één Golden Globe, heeft komische momenten, maar kwam ook in opspraak zoals door een aflevering over een bom die in een abortuskliniek ontploft en een aflevering over rassenrellen.

## Ontstaansgeschiedenis
De serie ontstond uit behoefte aan een vrouwelijke buddy film. In het oorspronkelijke scenario heetten de agentes Newman & Redford, maar om juridische redenen moesten de namen worden veranderd. Omdat geen enkele studio belangstelling toonde, besloten scenariste Barbara Corday en haar toenmalige partner, producent Barney Rosenzweig, er een televisiefilm van te maken; deze was in oktober 1981 te zien op CBS. Loretta Swit speelde hierin de rol van Cagney, maar kon niet meedoen aan de serie vanwege haar verplichtingen aan M*A*S*H. Meg Foster speelde Cagney in de eerste zes afleveringen die voorjaar 1982 werden uitgezonden. CBS wilde echter niet met haar verder gaan omdat ze een agressieve uitstraling had en mogelijk een lesbische indruk zou maken op de kijkers. Sharon Gless nam de rol over en maakte van Cagney een gereserveerd personage, in contrast met de meer luidruchtige en spraakzame Lacey.

## Herkenningsmuziek
De begintitels van het eerste seizoen werden gemaakt op muziek van het themanummer Ain't That the Way, gecomponeerd door Michael Stull en gezongen door Marie Cain. De hoofdpersonen worden hierin tot agentes in burger gepromoveerd en vermommen zich als prostituees. Daarna werd een nieuwe begintitel gemaakt (op muziek van Bill Conti) met actie- en komische fragmenten van de personages uit de serie. In 1985 overleed Sidney Clute, die in de serie brigadier Paul LaGuardia speelde. Als eerbetoon bleef hij echter gedurende de hele looptijd van de serie vermeld worden in de begintitels.

## Rolverdeling
| Acteur        | Personage           | Periode   | Rang               |
| ------------- | ------------------- | --------- | ------------------ |
| Harvey Atkin  | Ronald Coleman      |           | bureausergeant     |
| Tyne Daly     | Mary-Beth Lacey     |           | brigadier          |
| Sidney Clute  | Paul LaGuardia      | 1982-1985 | brigadier          |
| Meg Foster    | Christine Cagney #1 | 1982      | brigadier          |
| Sharon Gless  | Christine Cagney #2 | 1982-1988 | brigadier sergeant |
| Robert Hegyes | Manny Esposito      | 1986-1988 | brigadier          |
| John Karlen   | Harvey Lacey        |           |                    |
| Martin Kove   | Victor Isbecki      |           | brigadier          |
| Carl Lumbly   | Mark Petrie         |           | brigadier          |
| Paul Mantee   | Al Corassa          |           | brigadier          |
| Stephen Macht | David Keeler        |           |                    |
| Dan Shor      | Jonah Newman        |           | brigadier          |
| Al Waxman     | Bert Samuels        |           | inspecteur         |

## In populaire cultuur
- Het personage Lt. Terry Jeffords uit de comedyserie Brooklyn Nine-Nine is vader van een meisjestweeling genaamd Cagney en Lacey.

## Na de serie

### Films
Na het stopzetten van de serie waren Cagney & Lacey nog te zien in vier televisiefilms; Cagney is voor een advocatenkantoor gaan werken, terwijl Lacey haar carrière als agente heeft beëindigd. 
Cagney & Lacey: The Return (1994)
Cagney & Lacey: Together Again (1995)
Cagney & Lacey: The View Through the Glass Ceiling (1995)
Cagney & Lacey: True Convictions (1996)
Buiten Cagney & Lacey om hebben Sharon Gless en Tyne Daley drie keer samen gespeeld als gastactrices in elkaars series; in 1990 was Daley te zien in Gless' The Trials of Rosie O'Neill, dertien jaar later maakte Gless haar opwachting in Daley's Judging Amy en in 2010 verscheen Daley in Gless' Burn Notice. 

### Dvd-heruitgaven
- Ter gelegenheid van het 25-jarig jubileum werd op 8 mei 2007 het eerste seizoen met Sharon Gless als Cagney op dvd uitgebracht.
- In 2009 volgden de vier televisiefilms onder de titel The Menopause Years. Van deel 1, Cagney & Lacey: The Return, was ook een aparte dvd gemaakt. De heruitgaven van deze vier films zijn sinds 2012 niet meer verkrijgbaar.
- Op 27 november 2012 werd Cagney & Lacey – 30th Anniversary Limited Edition uitgebracht met zowel de complete serie (inclusief de afleveringen met Meg Foster als Cagney), de pilot als de vier televisiefilms plus bonusmateriaal. De dvd is alleen verkrijgbaar via de website van Cagney & Lacey.

### Geen reboot
In 2018 werd een reboot van de serie aangekondigd op scenario van Bridget Carpenter en onder regie van Rosemary Rodriguez. Sarah Drew werd gecast als Cagney en Michelle Hurd als Lacey. Ving Rhames nam de rol van Captain Stark op zich. Er werd een pilot opgenomen maar niet uitgezonden; in plaats daarvan besloot CBS een andere succesvolle serie uit de jaren tachtig, Magnum, P.I., nieuw leven in te blazen.

## Externe media
- (en)   Cagney and Lacey in de Internet Movie Database